# 船橋市歌
「船橋市歌」（ふなばししか）は、日本の千葉県にある船橋市が1937年（昭和12年）4月1日に県下4番目の市として成立したことを記念して制定された市歌である。作詞・山本昇、作曲・乗松昭博。

## 概要
1937年（昭和12年）に船橋町・葛飾町・八栄村・法典村・塚田村の5カ村が合併して船橋市が成立したことを記念し、東京朝日新聞（現在の朝日新聞東京本社）と共同で市章と市歌の公募を実施した。歌詞の応募総数は249編で、千葉市の図書館員であった山本昇の応募作が入選されとなり他に二等（準入選）1篇と佳作3篇が選定され、同年3月13日付の東京朝日千葉版で発表された。制定当時に東京朝日新聞が作成した楽譜では「大船橋市歌」と言う表題も見られる。
歌詞からもわかるとおり、合併直後を象徴する歌ということもあり、行田の無線を始め現存しない風景も含まれている。戦後は公的行事で演奏されることも稀であったが、2007年（平成19年）に市制70周年記念行事として開催されたコンサートで曲目として取り上げられた。

## 歌詞
歌詞は著作権の保護期間を満了し、パブリックドメインになっているので以下に掲載する。